# Ceaucé
Ceaucé é uma comuna francesa na região administrativa da Normandia, no departamento Orne. Estende-se por uma área de 41,47 km². Em 2010 a comuna tinha 1 203 habitantes (densidade: 29 hab./km²).